# Lonchocarpus oliganthus
Lonchocarpus oliganthus là một loài thực vật có hoa trong họ Đậu. Loài này được F.J.Herm. miêu tả khoa học đầu tiên.